# Oficiul de Compensare pentru Achiziții de Tehnică Specială
Oficiul de Compensare pentru Achiziții de Tehnică Specială (OCATS) este o instituție publică autonomă din România, cu personalitate juridică.
OCATS stabilește reglementările privind derularea operațiunilor compensatorii și a tuturor documentelor conexe acestora.
În vederea îndeplinirii obligațiilor de compensare asumate, contractanții derulează operațiuni compensatorii, cunoscute pe plan internațional sub denumirea de offset.
Scopul principal al OCATS este ca banii cheltuiți pentru achiziții în domeniul siguranței naționale să se întoarcă, într-o formă sau alta, în economia românească sub formă de investiții, exporturi, subcontractări în economia națională din partea unor firme străine, transfer de tehnologie, donații, training.
Contractele de offset însoțesc un contract de achiziții în domeniul militar.
Potrivit legii, contractele de offset trebuie să se încheie pentru o valoare echivalentă cu 80% din valoarea contractului de achiziție.
Componentele unui contract de offset sunt:
- Operațiuni compensatorii directe (offset direct) - participarea agenților economici români la realizarea de echipamente, tehnică, tehnologie, materiale, produse ce fac obiectul contractului de achiziție sau prestarea de servicii care contribuie la implementarea și exploatarea în bune conditii a echipamentelor și produselor achiziționate[2].
- Operațiuni de compensare indirecte (offset indirect) - compensații economice care nu sunt legate de echipamentele, tehnica, tehnologia, materialele, produsele sau serviciile care fac obiectul contractului de achiziție[2].

Potrivit legislatiei, într-un contract de offset se prevede ca offset-ul direct trebuie să fie de cel puțin 25% din total.
Restul de 75% este reprezentat de offsetul indirect, adică beneficiarii obligațiilor asumate de partenerii străini pot fi și firme din industria civilă.

## Istoric
OCATS a fost înființat în anul 2004,
iar în august 2009 a trecut din subordinea Guvernului în subordinea Ministerului Economiei.